# Lee Ah-reum
Dans ce nom coréen, le nom de famille, Lee, précède le nom personnel Ah-reum.
Pour les articles homonymes, voir Lee.
Lee Ah-reum, née le 2 avril 1992, est une taekwondoïste sud-coréenne, vice-championne du monde des poids plume en 2019.

## Carrière
Elle fait ses études à l'Université nationale du sport de Corée.
En 2014, elle remporte la médaille d'or des -57 kg lors des Jeux asiatiques. Trois ans plus tard, elle devient championne du monde de la catégorie des poids plume en battant la championne olympique Jade Jones, titre qu'elle perd face à la même adversaire lors des championnats du monde 2019.